# Gradiški Dol
Gradiški Dol je naselje v Občini Rogaška Slatina.